# ميناء فوتشو
ميناء فوتشو (بالصينية: 福州港)، هو ميناء بحري طبيعي يتمركز على مصب نهر مينجيانغ وهو ميناء بحري دولي للمياه العميقة الصناعية على ساحل فوتشو ، في مقاطقة فوجيان ، جمهورية الصين الشعبية. ومحافظة نينغده المجاورة. يقع الميناء في الجنوب الشرقي ساحل فوجيان ، المواجه لمضيق تايوان ، فوتشو هو أقرب ميناء من البر الرئيسي لتايوان ، على بعد 149 ميلًا بحريًا فقط من كيلونج.
في عام 2013 ، بلغ إجمالي إنتاجية البضائع في ميناء فوتشو 127 مليون طن ، بزيادة سنوية قدرها 11.82٪. بلغت حركة الحاويات مع تايوان 332500 حاوية نمطية ، بزيادة قدرها 6.09٪ ، وطريق العبّارة العادي بين رصيف ميناء بينجتان وتايشونج وتايبيه في تايوان.

## التاريخ
- في عام 1978، بعد الجلسة الكاملة الثالثة للجنة المركزية الحادية عشرة للحزب الشيوعي الصيني، استفاد ميناء فوتشو من السياسات الخاصة التي منحتها الحكومة المركزية لمقاطعة فوجيان، واغتنم الفرص المواتية، واعتمد تدابير مرنة، في السنوات الإحدى عشرة الماضية، أحرزت صناعة الموانئ والشحن تقدمًا سريعًا، وزادت إنتاجية الميناء على قدم وساق فبلغ متوسط معدل النمو 12.6٪ ليصل إلى 5.32 مليون طن عام 1989، كما تطور نقل الحاويات سريعًا أيضًا، وتوسع الآن ليشمل تحميل وتفريغ الحاويات 40 قدم، في عام 1989، تم تحميل وتفريغ 24538 حاوية مكافئة
- تم دمج ميناء نينغدى مع ميناء فوتشو عام 2009.[2]

## التجهيزات والمرافق
اتم ميناء فوتشو مؤخراً تحقيق قدرات كبيرة فيحتوي على محطة الفحم التي تبلغ حمولتها 10000 طن، وانهى مشروع منطقة الميناء الجديد (محطة شحن عامة سعة 10000 طن، ومحطة حاويات 60 ألف حاوية نمطية، ومحطة ركاب سعة 7500 طن) على وشك الانتهاء وتشغيل حوالي 12 عوامة كبيرة يمكنها إرساء 10 سفن بقدرة 10.000 طن و 16 مرسى في نفس الوقت؛ كما يتيح المستودع الحالي قدرة استيعاب تصل لـ 40.000 متر مربع، وساحة التخزين بسعة 110.000 متر مربع، وأكثر من 200 آلة تحميل وتفريغ متنوعة، وقدرة استيعاب 32 سفينة في الميناء، وتم مؤخرا فتح طرق دولية وتوسيعها إلى موانئ في 30 دولة بما في ذلك أوروبا وأمريكا واليابان وسنغافورة والفلبين وتايلاند، ويعد واحد من 18 ميناءً محوريًا في الصين.

## وصلات خارجية
- الموقع الرسمي للميناء